# Yahoo! Axis
Yahoo! Axis曾是由Yahoo!開發的“瀏覽器”，於2012年5月23日發布。該瀏覽器包括iPhone、iPad版移動瀏覽器，和桌面端Google Chrome、Mozilla Firefox、Microsoft Windows Internet Explorer和Apple Safari等網頁瀏覽器的瀏覽器延伸套件。於2013年6月28日，Yahoo!宣布終止開發。

## 設計
Yahoo! Axis瀏覽器的搜尋列，在搜尋時會顯示圖像化的建議结果。Yahoo! Axis拿掉了十餘年來以藍色為主的網路搜尋結果頁面，以網頁預覽圖取代，提供使用者欲尋找的可能資訊。
這款應用程式讓使用者可以輕鬆「滑動」瀏覽各網頁，或重新檢視網頁預覽圖的下拉選單，如此使用者就不必點選連結就可看到網頁內容。

## 支援的裝置

### 移動瀏覽器
- 以iOS為移动操作系統的移动设备[1]
  - Apple iPad
  - Apple iPhone
  - Apple iPod touch[6]

- 尚不支援Android [7]。

### 桌面端瀏覽器的延伸套件
目前适用的桌面端網頁瀏覽器有：
- Google Chrome
- Mozilla Firefox（版本7及以上版本）
- Microsoft Windows Internet Explorer（版本9及以上版本）
- Apple Safari（版本5及以上版本）[8]